# Andropogon hallii
Andropogon hallii (лат.) — вид цветковых растений рода Бородачевник (Andropogon) семейства Злаки (Poaceae).

## Ботаническое описание

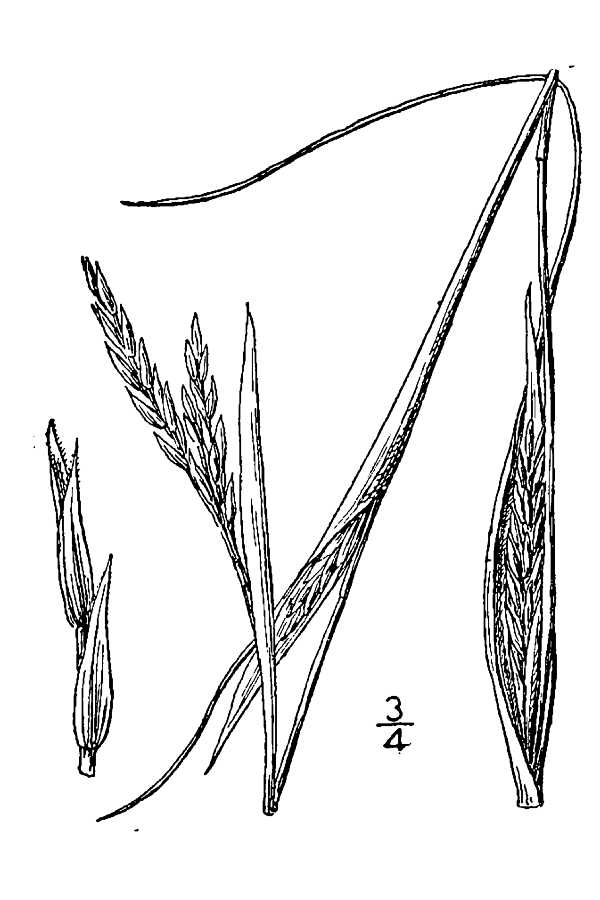
Ботаническая иллюстрация

Многолетнее дернообразующее травянистое растение, формирующее кустики-кочки. При оптимальных условиях может иметь высоту 2,1 м.

## Распространение и местообитание
Вид родом из Северной Америки. Найден от реки Миссисипи к западу до Скалистых гор, и от Канады до Чиуауа, Мексика. Предпочитает песчаные почвы и доминирует в районах с годовым уровнем осадков ниже 750 мм.

## Хозяйственное значение и применение
Andropogon hallii является кормовой травой высшего качества, вкусной для скота, однако она не выносит продолжительного поедания. Также она подходит для поедания дикими животными и является источником съедобных семян и мест для гнездования для птиц гористых местностей.

## Синонимика
- Andropogon chrysocomus Nash
- Andropogon gerardii var. chrysocomus (Nash) Fernald
- Andropogon gerardii var. incanescens (Hack.) B.Boivin
- Andropogon gerardii var. paucipilus (Nash) Fernald
- Andropogon hallii var. flaveolus Hack.
- Andropogon hallii var. incanescens Hack.
- Andropogon hallii var. muticus Hack.
- Andropogon paucipilus Nash
- Andropogon provincialis var. chrysocomus (Nash) Fernald & Griscom
- Andropogon provincialis var. paucipilus (Nash) Fernald & Griscom
- Leptopogon flaveolus (Hack.) Roberty
- Sorghum hallii (Hack.) Kuntze[4]